# Macrosiphum amurense
Macrosiphum amurense är en insektsart. Macrosiphum amurense ingår i släktet Macrosiphum och familjen långrörsbladlöss. Inga underarter finns listade i Catalogue of Life.